# 田心村 (香港北區)
田心村曾是香港新界粉嶺區的一個村落，位於蓬瀛仙館旁，鄰近現今花都廣場、景盛苑、華心邨、碧湖花園及牽晴間一帶。該村屬於1980年代田心臨時房屋區的一部分，現存建築及居民已大幅減少。

## 歷史
田心村的起源可追溯至1970年代的香港臨時房屋區（原稱「安置區」）政策。該政策旨在安置受清拆、火災或天災影響的居民。1980年代，政府於和合石附近興建田心臨時房屋區，範圍涵蓋粉嶺百和路及一鳴路。田心村即為該臨屋區的組成部分，房屋多由寮屋改建，以鐵皮屋為主，形成小型聚落。

## 遺存
目前，田心村入口處仍保留一座石門，上刻「田心村翁坑路」，為該村現存的主要標誌性建築。